# Obodnica Gornja
Obodnica Gornja je naselje u općini Tuzla, Federacija BiH, BiH.

## Zemljopis
Prostorno pripada zemljopisnoj cjelini Majevice. Reljefno, Hrvatska Obodnica i cijela župa Breške najizraženiji su orografski oblik na području općine Tuzla. Hidrološki Hrvatska Obodnica i župa Breške pripadaju slivu Crnog mora. Prema ekološko-vegetacijskoj rejonizaciji savim pripada Pripanonskoj oblasti. Funkcionalno je Hrvatska Obodnica i cijela župa Breške potpuno okrenuta Tuzli.
U obodničkom zaseoku Lameši dominira geološki profi l s lako uočljivim ogromnim izrazito zelenim kamenim blokovima. Cjelina tih stijena je izvanredan geološki fenomen i moguća turistička atrakcija. Te su stijene serpentinit, magmatske stijene. Po njima se širi lokalitet naziva Zeleni kamen.

## Flora i fauna
Ekološko-vegetacijski su dio Pripanonske oblasti. Biljnu zajednicu tvore brdske visoke šume bukve, čiste i s drugim lišćarima. Nazočne su i visoke šume kitnjaka, običnog graba te šumske kulture četinara. Među grmolikim vrstama su zova, žestika, kozokrvina, drijen, glog i smreka. Divlje životinje su u skladu s navedenim biljnim zajednicama: zec, srna, fazan, jarebica, divlja svinja i mnogobrojne vrste ptica. Izolirani kraj ima malo graditeljskih intervencija u smislu promjene reljefa, zbog čega ima nekoliko botaničkih i zooloških vrijednosti. Drvenasta vrsta lipe (Tilia l.) krasi brežački krajolik. U svibnju na majevičkim stranama cvate zaštićena vrsta crvena udika (Viburnum opulus L.). U Crnom Blatu na lokalitetima Bor i Triješanj u vrlo interesantnom močvarnom staništu zabilježena je rijetka, ugrožene i zaštićene vrste kornjača.

## Uprava
Pripada župi Breške.
Obodnica Gornja je mjesna zajednica u Općini Tuzli. Spada u ruralno područje općine Tuzle. U njoj je 31. prosinca 2006. godine prema statističkim procjenama živjelo 351 stanovnik u 157 domaćinstava.

## Povijest
Raspoznatljivih je antropogeografskih osobina. Po njima postoji još od prije dolaska osmanske vlasti. Hrvatska katolička sastavnica u Doknju nikad nije prekinuta, premda je bila izložena snažnim protivnim procesima kroz povijest: islamizacija, ratovi, kuga, nerodne godine, nasilne migracije i diskriminacija.
Kraj je naseljen u starom vijeku, u ilirsko doba. Svojstvene su tvrđavice na brežuljcima, od čega su dansa ostali samo toponimi: Gradina, Gradac, Grad, Gradište.... Iz vremena Ilira pronađeni su neki materijalni ostatci na nekim mjestima na Majevici. Benković smatra da je gradina na Gradovrhu izvorno bila ilirska utvrda kojoj su poslije dodani rimski kulturni slojevi. Naseljenost traje kroz rimsko doba. Arheološki je potvrđeno da već tada u Solima imamo kršćanstvo. U Skelanima kod Srebrenice je najbliža lokacija sačuvanih ostataka prve kršćanske crkve. U srednjem vijeku doseljavaju Slaveni i Hrvati. Doseoba Ugara u Panonsku nizinu u 9. st. utjecala je i na ove krajeve. Nije sasvim sigurno, iako neka vrela tvrda da je područje župe Breške u ranom srednjem vijeku pripadalo župi Soli. Okosnicu cestovne infrastrukture još od predosmanskog srednjeg vijeka predstavljao je povijesni regionalni karavanski put Soli - Dokanj - Spomenik - Šibošnica - Čelić. U srednjovjekovnoj Bosni vinogradarstvo i nasadi vinove loze bili su zastupljeni najviše upravo u ovim krajevima. Župa Soli odlukom kralja Andrije II. oduzeta je od matične zemlje 1225. i darovana katoličkom nadbiskupu Ugrinu. Darovnica kralja Bele IV. sadrži da je bosanskom biskupu Ponsi priznata desetina u Usori, Solima, Donjim Krajima i drugim župama. Ugri su vladali područjem Majevice od 1464. do 1512. u okviru Srebreničke banovine. Od kraja 13. st. ovim krajevima djeluju franjevci.
Osmanlije su zaposjele Bosnu 1463., no već je 1464. hrvatsko-ugarski kralj Matija Korvin protuofenzivom oslobodio ovaj dio Bosne i uspostavio vlast Hrvatsko-Ugarske. Ovdje je uspostavio Srebreničku banovinu koja je opstala do 1512., otkad počinje višestoljetna osmanska uprava i s njome iseljavanje katolika 1512., neprekidno sve do kraja 17. st. kad se drastično i povećalo. Zahvaljujući djelovanju franjevaca lpko si nemjerljivo pridonijeli duhovno i kulturno životu župe Breške, iseljavanje je ublaženo. Dolaskom osmanskih osvajača župa Breške strateški postaju važne, jer je bila veza soljanskog područja s istočnom Hrvatskom (Slavonija) i izlazak na rijeku Savu. U osmanskim vremenima vinogradarstvo je iskorijenjeno. Područje pripada pripada Zvorničkom sandžaku, Tuzlanskom kadiluku, a Gornjotuzlanskoj nahiji.
Dolazak Austro-Ugarske znači industrijalizaciju zemlje te se zaposlilo mnogo ljudi s područja župe. Zbog velika vojnog kontingenta u Tuzli povećana je potražnja poljoprivrednih proizvoda pa se na području ove župe razvila brzo i naglo poljoprivreda. Bilo je to mirno političko razdoblje. Svjetski ratovi i španjolska gripa odnijeli su mnogo života.
Početak djelovanja HSS-a donio je dah demokratizacije. Općeprihvaćena stranka došla je i do Hrvatske Obodnice. Pero Stojaković "Peran" bio je vođa tadašnjeg HSS-a u ovom selu i cijeloj župi Breške.
Socijalistička Jugoslavija donosi župi nagli porast zaposlenosti, populacijski bum. Razvoj se mnogo usporio krajem 1960-ih. Velikosrpska agresija na BiH mnogo je pridonijela iseljavanju.
Do 1955. zvala se je Obodnica Hrvatska. (Sl.list NRBIH, 17/55).
U sklopu obilježavanja svetkovine Dani Velike Gospe Breške 2012. godine otvoreno je Spomen obilježje poginulim braniteljima Gornje Obodnice i Parka mira u zaseoku Dvoru. Devet Obodničana ugradilo je svoje živote u obrani BiH od velikosrpske agresije. Graditelji spomen-obillježja su Kulturna zajednica Stara Majevica. Spomen obilježje i park nakon mise u Breškama, blagoslovio je dekan Tuzlanskog dekanata i župnik župe Breške fra Franjo Martinović uz pomoć gvardijana tuzlanskog fra Marija Divkovića i vojnog kapelana Pete pješačke brigade Oružanih snaga BiH vlč. Jakova Pavlovića. Glavni donator za spomenik-križ je Mato Mrkonjić, dopredsjednik Kulturne zajednice Stara Majevica. Projekt je započet 2007. godine i okončan nakon pet godina.
Lokalitet Zeleni kamen omiljeno je izletište stanovnika Tuzle. Na trasi je planinarske transverzale Put Srebreničke povelje.
Lokacija Zelenog kamena na Staroj Majevici planirano je mjesto najsuvremenijeg astronomskog opservatorija u regiji. Astronomsko društvo ‘Plejade’ iz Tuzle, osnovano 2009. godine,  smješteno u Kući plamena mira u Tuzli, izvodi mnoge projekte, uz tradicionalne srpanjske Dane astronomije u Tuzli, i planira opservatorij. Općina Tuzla dala je AD-u pismo namjere, AD je našlo ulagače. Objekt se priprema. Teleskop po planu trebao je doći od Asocijacije amatera bez granica iz Amerike. Objekt će sadržavati amfiteatar, knjižnicu, kafeteriju, i dr.
17. rujna 2017. Planinarsko-sportsko društvo ˝Poštar˝ izgradilo je na toj lokaciji javnu česmu, na stadionu, za potrebe planinara, lovačkih društava, izletnika, rekreativaca i svih drugih korisnika prirodnih ljepota ovog dijela planine Majevice. Na ovom su lokalitetu planinari PSD Poštar kupili zemljište i od tog dana rješavaju infrastrukturu, a jedna od važnijih odnosila se na vodoopskrbu, što je prethodilo pronalaskom vode, iskopom bunara i ostalih vodoinstalacijskih radnji da bi navedenim korisnicima uljepšali boravak. Aktivnost je pomoglo Ministarstvo prostornog uređenja i okoliša Županije Soli i Fondaciji tuzlanske zajednice.

## Kultura
U zaseoku Dvor je spomen-molitvište s jednostavnom kapelicom na čast Gospi Lurdskoj.
S obzirom na brojnost, dekorativnu i oblikovnu vrijednost, a posebno krajobrazne značajke, područje župe Breške kojoj pripada Hrvatska Obodnica može se označiti matičnom oblasti ovoga specifikuma kršćanskog sepulkralnog naslijeđa. Među najvažnije lokalitete sa stećcima ("mramorovima", "mađarskim grobljima") spada obodničko katoličko groblje, uz ona u Doknju i Donjim Breškama.
Najstarije kulturne manifestacije ovog kraja su Listari i Lilanje. Motivirane su rađanjem prirode, proljeća i novog života i nose kultno-paganske elemente iz slavenskog perioda, na koje se poslije slilo kršćanske običajne elemente.
Narodna nošnja identična je kod svih župskih područja Drenačko-brežačko-lipničko-sprečke hrvatske skupine. Zajednička osobina te nošnje jest prevlast bjeline.

## Šport
Od 2010. održava se Memorijalni turnir u malom nogometu Ante Pavlović.

## Stanovništvo
U izvješćima biskupa fra Pavla Dragičevića iz 1742. godine za župu Soli, kojoj je tad pripadala Obodnica, u Obodnici su živjela 102 katolika u 9 katoličkih kuća. U izvješću biskupa fra Augustina Miletića iz 1813. godine u župi Soli naselja "Obodnica i Dragunja" imaju 65 katoličkih kuća i 453 katolika. Prema Šematizmu provincije Bosne Srebrene za 1856. godinu, a prema podacima iz 1855., u župi Breške naselje Obodnica imala je 48 katoličkih obitelji s 368 katolika, a prema Imeniku klera i župa za 1910. godinu, u Obodnici je živjelo 715 katolika i 8 muslimana.
Među češćim ovdašnjim hrvatskim prezimenima su Jurić, Marić, Stjepanović, Marinović, Pavlović, Pejić, Mrkonjić.
Nacionalni sastav stanovništva prema popisima bili su sljedeći:
| Obodnica Gornja    |              |              |              |              |
| godina popisa      | 1991.        | 1981.        | 1971.        | 1961.        |
| Hrvati             | 606 (93,66%) | 650 (86,90%) | 780 (99,87%) | 376 (99,73%) |
| Srbi               | 2 (0,309%)   |              |              |              |
| Muslimani          |              |              |              |              |
| Jugoslaveni        | 28 (4,328%)  | 81 (10,83%)  |              | 1 (0,265%)   |
| ostali i nepoznato | 11 (1,700%)  | 17 (2,273%)  | 1 (0,128%)   |              |
| ukupno             | 647          | 748          | 781          | 377          |

## Poznate osobe
- Stjepan Pavić, prijeratni policajac u Hrvatskoj, poginuli pripadnik bivše policijske postaje u Dalju, gdje je sa svojim kolegama ubijen[17]
- fra Marinko Pejić (OFM), predavač na Franjevačkoj teologiji u Sarajevu[18]
- fr. Jozo Mrkonjić (OP) (17. ožujka 1932. – 20. travnja 2010.), definitor Hrvatske dominikanske provincije[19]
- Marko Lamešić, hrvatski odvjetnik, političar[20]